# 毅興行
毅興行有限公司，簡稱毅興行（英語：Ngai Hing Hong Company Limited，港交所：1047），在1970年由許世聰，以及許國光創立一家專門生產及銷售塑膠原料業務公司。
股份在1994年4月25日於香港交易所主板上市。主要廠房地區包括上海、東莞、青島、廣州、廈門等。該總部位於香港新界火炭禾盛街10號海輝工業中心6樓3室。
而在1995年中，因為參與內幕交易，而被證監會檢控，以及所有公司董事進行罰款的。

## 連結
- NHH.com.hk （页面存档备份，存于）